# Huperzia nanchuanensis
Huperzia nanchuanensis är en lummerväxtart som först beskrevs av Ren Chang Ching och H. S. Kung, och fick sitt nu gällande namn av Ren Chang Ching och H. S. Kung. Huperzia nanchuanensis ingår i släktet lopplumrar, och familjen lummerväxter. Inga underarter finns listade i Catalogue of Life.